# Solidaridad Fraccionamiento, Jalisco
Solidaridad Fraccionamiento är en ort i Mexiko.   Den ligger i kommunen Jalostotitlán och delstaten Jalisco, i den centrala delen av landet, 400 km nordväst om huvudstaden Mexico City. Solidaridad Fraccionamiento ligger 1 771 meter över havet och antalet invånare är 757.
Terrängen runt Solidaridad Fraccionamiento är en högslätt. Runt Solidaridad Fraccionamiento är det ganska tätbefolkat, med 65 invånare per kvadratkilometer. Närmaste större samhälle är Jalostotitlán, 1,3 km sydost om Solidaridad Fraccionamiento. I omgivningarna runt Solidaridad Fraccionamiento växer huvudsakligen savannskog.